# Modo (derecho)
El modo, en Derecho, es uno de los elementos accidentales del negocio jurídico caracterizado por obligar al destinatario de una atribución gratuita a cumplir una determinada prestación. Así, el disponente adjunta una carga o gravamen a la liberalidad (donación u otro negocio jurídico gratuito), a la herencia o al legado.
La obligación impuesta en la donación modal o en el testamento con cargas nace con la aceptación del receptor, pero ello no significa que sea la contraprestación por lo donado, heredado o legado. La disminución patrimonial del disponente no es paralela al beneficio que pueda suponerle las obligaciones nacidas a raíz del modo. De no ser así, y asumiendo que el modo sólo puede darse en negocios jurídicos gratuitos, podría tratarse de un negocio jurídico oneroso celebrado en fraude de ley.
Junto con la condición y el término, el modo es un elemento accidental del negocio jurídico. En contraposición a los elementos esenciales, necesarios para que se dé el tipo negocial con el que las partes quieren satisfacer sus intereses, existen los elementos accidentales, es decir, aquellos que se añaden por voluntad de las partes, y que no son indispensables para realizar el tipo negocial en cuestión. Estos elementos accidentales buscan igualmente la satisfacción de los intereses de ambas partes, y en los casos concretos, pueden resultar imprescindibles para conseguirla. Ello no implica una confusión entre elementos accidentales y esenciales, puesto que de no existir los primeros, el negocio continúa existiendo aun variando los requisitos de eficacia de la voluntad negocial. De no existir los segundos, el negocio sencillamente es inexistente (parte de la doctrina hablaría de nulidad absoluta, no de inexistencia del contrato).